# 3865 Lindbloom
3865 Lindbloom eller 1988 AY4 är en asteroid i huvudbältet som upptäcktes den 13 januari 1988 av den belgiske astronomen Henri Debehogne vid La Silla-observatoriet. Den är uppkallad efter George G. Lindbloom.
Asteroiden har en diameter på ungefär 7 kilometer.